# Melissa Leo
Melissa Chessington Leo (14. september 1960) er en amerikansk skuespillerinde. Primært kendt i rollen som Kay Howards i tv-serien Mission: Mord (Mord: Liv på gaden) 1993-1997. Hun vandt en Oscar for bedste kvindelige birolle for sin præstation i filmen The Fighter i 2011.
Hun har en søn sammen med skuespilleren John Heard.

## Filmografi
- London Has Fallen (2016)
- The Equalizer (2014)
- Olympus Has Fallen (2013)